# Microsoft Office
O Microsoft Office, ou simplesmente Office, é um pacote de aplicativos para escritório e serviços desenvolvido pela Microsoft, que contém programas como processador de texto, planilha de cálculo, banco de dados, apresentação gráfica, cliente de e-mails, entre outros. Anunciado por Bill Gates em 1° de agosto de 1988 na Comdex (em Las Vegas). Sua primeira versão continha os aplicativos Microsoft Word, Microsoft Excel e Microsoft PowerPoint. Ao longo dos anos, os aplicativos Office receberam recursos compartilhados, como um corretor ortográfico único, entre outros.
O Office é produzido em várias versões direcionadas a diferentes usuários finais e ambientes computacionais. A versão original, e a mais amplamente utilizada, é a versão desktop, disponível para PC rodando os sistemas operacionais Windows e macOS. A Microsoft também mantém aplicativos móveis para Android e iOS, além de uma versão do software que roda dentro de um navegador web, o Office Online.
Desde o Office 2013, a Microsoft promove o Office 365 como o principal meio de obtenção do Microsoft Office: ele permite o uso do software e outros serviços em um modelo de negócios por assinatura, e os usuários recebem atualizações de recursos do software durante a vida útil da assinatura, incluindo novos recursos e integração de computação em nuvem. Em 2017, a receita do Office 365 ultrapassou a venda de licenças convencionais. A Microsoft também mudou a nomenclatura da maior parte de suas edições do Office 365 para Microsoft 365, para enfatizar sua atual inclusão de produtos e serviços.
A versão atual do Office desktop é o Office 2019, lançado em 24 de setembro de 2018. Há também as versões comerciais como: Home & Student, Home & Business, Pro, Pro Plus e Standard.
Em outubro de 2022, a Microsoft anunciou que o aplicativo ''Office'' se tornará ''Microsoft 365'', com um novo ícone, um novo visual e ainda mais recursos. As mudanças começarão a ser lançadas para o site Office.com em novembro de 2022 e para o aplicativo Office no Windows e no aplicativo móvel office em janeiro de 2023.
Alguns pacotes antigos possuem a versão LTSC (sigla de Long-Term Servicing Channel) que em português significa Canal de Manutenção de Longo Prazo; que permite o usuário adiar as atualizações de funções e focar nas correções essências (patchs de segurança) que são lançados mensalmente.

## Programas
| Programas do Microsoft Office (Windows) | Programas do Microsoft Office (Windows) | Programas do Microsoft Office (Windows) | Programas do Microsoft Office (Windows) |
| Logotipo                                | Nome                                    | Versão (Atual)                          | Descrição |
| --------------------------------------- | --------------------------------------- | --------------------------------------- | --- |
|                                         | Access                                  | 16.0                                    | - O Microsoft Access faz parte do Microsoft Office e é um dos programas de bancos de dados mais usados no mercado. Muito útil para uso geral, não é, porém, recomendado para bancos de dados de grande porte, pois sobrecarrega o sistema devido ao alto tráfego de informações na rede. Não tem versão para Mac OS X. |
|                                         | Excel                                   | 16.0                                    | - O Microsoft Excel faz parte do pacote Microsoft Office da Microsoft e atualmente é o programa de folha de cálculo mais popular do mercado. As planilhas eletrônicas agilizam muito todas as tarefas que envolvem cálculos e segundo estudos efetuados, são os aplicativos mais utilizados nos escritórios do mundo inteiro. |
|                                         | InfoPath                                | 15.0.4805.1000                          | - Microsoft InfoPath é um aplicativo da Microsoft utilizado para desenvolver dados no formato XML. Ele padroniza os vários tipos de formulários, o que ajuda a reduzir os custos do desenvolvimento personalizado de cada empresa. |
|                                         | OneNote                                 | 16.0                                    | - O Microsoft Office OneNote, habitualmente referido como Microsoft OneNote, é uma ferramenta para anotações, coleta de informações e colaboração multi-usuário desenvolvida pela Microsoft. |
|                                         | Outlook                                 | 16.0                                    | - O Microsoft Outlook é um programa que faz parte do Microsoft Office e é utilizado para o gerenciamento de contatos, tarefas, mensagens de e-mail, agenda e outras informações, como histórico dos documentos eletrônicos utilizados. |
|                                         | PowerPoint                              | 16.0                                    | - O Microsoft PowerPoint é uma aplicação que permite o design de apresentações para empresas, apresentações escolares..., sejam estas texto ou gráficas. Tem um vasto conjunto de ferramentas, nomeadamente a inserção de som, imagens, efeitos automáticos e formatação de vários elementos. |
|                                         | Publisher                               | 16.0                                    | - O Microsoft Publisher é o programa da suite Microsoft Office, que é basicamente usado para diagramação eletrônica, como elaboração de layouts com texto, gráficos, fotografias e outros elementos. |
|                                         | Sharepoint                              | 16.0                                    | - O Microsoft SharePoint Workspace, anteriormente chamado de Microsoft Grove, constitui-se em um programa de colaboração que coordena equipes de trabalho em atividade em um projeto, permitindo-lhes compartilhar informações em qualquer lugar e a qualquer momento. Com isso, o software pretende economizar tempo, aumentar a produtividade e a qualidade.                                                                                |
|                                         | Word                                    | 16.0                                    | - O Word é o processador de texto do Microsoft Office, sendo o paradigma atual de textos. Facilita a criação, o compartilhamento e a leitura de documentos. Desde a versão 2.0 (1992) já se apresentava como um poderoso editor de textos que permitia tarefas avançadas de automação de escritório. Com o passar do tempo, se desenvolveu rapidamente e, atualmente, é o editor mais utilizado pelas grandes empresas e por outros usuários. |

## Ciclo de vida das versões
Em 3 de fevereiro de 1989 , a Microsoft instituiu uma política de ciclo de vida de suporte a seus produtos. Ao serem lançados, os produtos seguiam um ciclo de suporte nos quais recebiam atualizações de segurança e melhorias gerais. A partir do lançamento o produto possuía suporte inicial de cinco anos, passado este período o produto entrava na fase de suporte estendido no qual terminará cinco anos após o fim do suporte inicial.

## Versões

#### Versões disponíveis para Windows
| Versão          | Lançamento                 | Fim do suporte inicial | Fim do suporte estendido | Ref.          |
| --------------- | -------------------------- | ---------------------- | ------------------------ | ------------- |
| Office 4.0      | Desconhecido               | Desconhecido           | Desconhecido             |               |
| Office 4.2      | Desconhecido               | Desconhecido           | Desconhecido             |               |
| Office 4.3      | Desconhecido               | Desconhecido           | Desconhecido             |               |
| Office 4.5      | Desconhecido               | Desconhecido           | Desconhecido             |               |
| Office 95       | Desconhecido               | Desconhecido           | Desconhecido             |               |
| Office 97       | Desconhecido               | 31 de agosto de 2001   | 28 de fevereiro de 2002  |               |
| Office 2000     | 7 de junho de 1999         | 30 de junho de 2004    | 14 de julho de 2009      | [ 11 ] [ 12 ] |
| Office XP       | 31 de maio de 2001         | 11 de julho de 2006    | 12 de julho de 2011      | [ 13 ]        |
| Office 2003     | 17 de novembro de 2003     | 14 de abril de 2009    | 8 de abril de 2014       | [ 14 ]        |
| Office Web Apps | junho de 2010              | Mudança de nome        | Mudança de nome          | [ 15 ] [ 16 ] |
| Office 365      | junho de 2011              | Ativo                  | Ativo                    | [ 17 ]        |
| Office Online   | Chamava-se Office Web Apps | Ativo                  | Ativo                    | [ 16 ]        |
| Office 2007     | 27 de janeiro de 2007      | 9 de outubro de 2012   | 10 de outubro de 2017    | [ 18 ]        |
| Office 2010     | 15 de julho de 2010        | 13 de outubro de 2015  | 13 de outubro de 2020    | [ 19 ]        |
| Office 2013     | 9 de janeiro de 2013       | 10 de abril de 2018    | 11 de abril de 2023      | [ 20 ]        |
| Office 2016     | 22 de setembro de 2015     | 13 de outubro de 2020  | 14 de outubro de 2025    | [ 21 ]        |
| Office 2019     | 24 de setembro de 2018     | 10 de outubro de 2023  | 14 de outubro de 2025    | [ 22 ]        |
| Office 2021     | 5 de outubro de 2021       | Ativo                  | 13 de outubro de 2026    | [ 23 ]        |
| Office 2024     | 1 de outubro de 2024       | Ativo                  | 9 de outubro de 2029     | [ 23 ]        |

#### Versões disponíveis para Macintosh
| Versão                      | Lançamento             | Fim de suporte geral   | Ref.   |
| --------------------------- | ---------------------- | ---------------------- | ------ |
| Office 4.2.1 para Mac       | Desconhecido           | Desconhecido           |        |
| Office 98 Macintosh Edition | 6 de janeiro de 1998   | 30 de junho de 2003    |        |
| Office 2001 para Mac        | 11 de outubro de 2000  | 31 de dezembro de 2005 | [ 24 ] |
| Office v. X para Mac        | 24 de outubro de 2001  | 9 de janeiro de 2007   | [ 25 ] |
| Office 365                  | junho de 2011          | Ativo                  | [ 16 ] |
| Office 2004 para Mac        | 13 de julho de 2004    | 10 de janeiro de 2012  | [ 26 ] |
| Office 2008 para Mac        | 15 de janeiro de 2008  | 9 de abril de 2013     | [ 27 ] |
| Office 2011 para Mac        | 9 de dezembro de 2010  | 10 de outubro de 2017  | [ 28 ] |
| Office 2016 para Mac        | 22 de setembro de 2015 | 13 de outubro de 2020  | [ 29 ] |
| Office 2019 para Mac        | 24 de setembro de 2018 | 10 de outubro de 2023  | [ 30 ] |